# قتل‌های رودخانه
قتل‌های رودخانه (به انگلیسی: The River Murders) فیلمی محصول سال ۲۰۱۱ و به کارگردانی ریچ کوآن است. در این فیلم بازیگرانی همچون ری لیوتا، وینگ ریمز، جیزل فراگا، ملورا والترز، کریستین اسلیتر، سی.آر. کلارتی، ریموند جی. بری و میشل کروزیک ایفای نقش کرده‌اند.